# Ana Katalina Torres
Ana Katalina Torres Peh (Bogotá, 9 de octubre de 1983) es una modelo y presentadora de televisión colombiana.
Entre 2004 y 2013 hizo parte del grupo de presentadoras de la sección de entretenimiento de Noticias RCN. Renunció para radicarse en Brasil, junto a su esposo, Pierre Scholz, y su hijo. Sin embargo, en noviembre de 2015, regresó a Colombia para vincularse nuevamente a RCN, en reemplazo de Paola Calle, en el programa matinal de variedades Profesión hogar. En marzo de 2016, pidió una licencia para volver a Brasil y acompañar a su marido.

## Biografía
Empezó a modelar desde niña. Cuando todavía era estudiante del Colegio Andino, organizó su primer desfile de modas. La diseñadora Sandra Cabrales vio el potencial que tenía y la recomendó con el cazatalentos Mauricio Sabogal, quien inmediatamente la vinculó a su agencia. En 2004 participó en un casting en el Canal RCN para ser presentadora de entretenimiento del noticiero, en reemplazo de Claudia Bahamón. Aunque falló en el primer intento, el director del informativo, Álvaro García Jiménez, le dio una segunda oportunidad, y así logró llegar a compartir el set con Andrea Serna y Carolina Cruz.

## Carrera en los medios
- Noticias RCN Presentadora de Entretenimiento (2004-2013)
- Profesión Hogar (2015-2016)